# Instant Clarity
Instant Clarity è il primo album in studio del cantante Michael Kiske, pubblicato nel 1996. Alla realizzazione di alcuni brani dell'album hanno partecipato Kai Hansen (suo compagno negli Helloween) e Adrian Smith alla chitarra. La canzone "Always" è dedicata a Ingo Schwichtenberg.

## Tracce
1. Be True To Yourself – 4:39
2. The Calling – 4:07
3. Somebody Somewhere – 4:28
4. Burned Out – 4:45
5. New Horizons – 4:22
6. Hunted – 4:24
7. Always – 4:30
8. Thanx A Lot! – 5:24
9. Time's Passing By – 3:45
10. So Sick – 4:29
11. Do I Remember A Life? – 10:38
12. A Song Is Just A Moment – 4:14

## Formazione
- Michael Kiske: Voce, Chitarra, Tastiere, Piano
- Ciriaco Taraxes: Chitarra
- Kai Hansen: Chitarra nelle tracce 1,5,8
- Adrian Smith: Chitarra nelle tracce 2,4,5
- Jens Mencl: Basso
- Kay Rudi Wolke: Batteria
- Norbert Krietemeyer: flauto nella traccia 11